# Aristidis Grigorakis
Aristidis Grigorakis (gr. Αριστείδης Γρηγοράκης; ur. 12 grudnia 1962 w Lasiti) – grecki zapaśnik walczący w stylu klasycznym. Olimpijczyk z Seulu 1988, gdzie odpadł w eliminacjach w kategorii 68 kg.
Ósmy na mistrzostwach świata w 1987 i szósty na mistrzostwach Europy w 1988 roku.
- Turniej w Seulu 1988

Pokonał Munira al-Masriego z Jordanii, a przegrał z Larsem Lagerborgiem ze Szwecji i Turkiem Sümerem Koçakiem.